# 青春の詩 (redballoonの曲)
「青春の詩」（せいしゅんのうた）は、音楽バンドredballoonの6枚目のシングル。

## 解説
前作「旅立ちの日に」のリリースから6ヶ月でのシングル。

## 収録曲
1. 青春の詩
作詞:浜崎貴司、作曲:村屋光二、編曲:redballoon
2. SMILE
作詞・作曲:村屋光二、編曲:redballoon
3. 旅立ちの日に 〜KAG mix〜
作詞:小嶋登、作曲:坂本浩美、編曲:河野圭

## 収録アルバム
- 『EVER BLUE』（2008年9月24日）